# Haiduan (Taitung)
Haiduan (chinesisch 海端鄉, Pinyin Hǎiduān Xiāng, W.-G. Hai3-tuan1 Hsiang1) ist eine Landgemeinde im Landkreis Taitung auf Taiwan (Republik China).

## Lage, Geographie
Haiduan ist mit etwa 880 km² die flächenmäßig größte Gemeinde des Landkreises Taitung. Sie liegt vollständig im Bereich des Taiwanischen Zentralgebirges. Die Landesnatur ist durch meist schmale Täler mit steil aufragenden Bergen, die eine Höhe von über 3000 Metern erreichen, gekennzeichnet. Das Klima ist tropisch, regenreich und vom Monsun geprägt, aber durch die Höhe von meist gemäßigterer Temperatur. Die benachbarten Gemeinden sind im Osten (von Norden nach Süden): Chishang, Guanshan, Luye, im Süden Yanping (letztere alle im Landkreis Taitung), sowie im Westen Tauyuan (Bezirk von Kaohsiung) und im Norden Zhuoxi im Landkreis Hualien.

## Bewohner
Die Bevölkerung besteht zu etwa 95 Prozent aus Angehörigen des Volkes der Bunun. Hinzu kommen einige wenige Angehörige anderer taiwanisch-indigener Völker – Paiwan, Puyuma, Atayal, Amis, u. a. Han-Chinesen machen weniger als 5 Prozent aus. Die in Haiduan zu Hause gesprochenen Sprachen sind (2010, Mehrfachnennungen möglich, Personen über 5 Jahre): 93,8 % Mandarin, 72,6 % Formosa-Sprachen, 6,6 % Taiwanisch, 0,6 % Hakka, 0,8 % andere.

## Administrative Gliederung
Haiduan ist in 6 Dörfer (村, Cūn) aufgeteilt (Namen in Bunun-Sprache, chinesischer Transkription und Schrift): Haitutuan (Haiduan, 海端村), Guangyuan (廣原村), Litu (Lidao, 利稻村), Bulbul tu Bulaku (Wulu, 霧鹿村), Kamcing (Kanding 崁頂村), Kanahcian (Jiana, 加拿村).
| Gliederung von Haiduan                                                                                |
| Litu 利稻村 Kanahcian 加拿村 Kamcing 崁頂村 Bulbul tu Bulaku 霧鹿村 Guangyuan 廣原村 Haitutuan 海端村 |

## Landwirtschaft
Landwirtschaftliche Produkte sind (mit Anbaufläche) Reis (120 ha), verschiedene Gemüse (60 ha), Kolbenhirse (15 ha), Bitterteebaum (Camellia oleifera, zur Gewinnung von Kamelienöl, 28 ha), Kürbis (20 ha), Pfirsiche (20 ha), Pflaumen (20 ha), Kaki (13 ha), Orangen (10 ha), Tee (10 ha), Geleefeigen (Ficus pumila var. awkeotsang, 10 ha), Mais, Adzukibohnen und andere. Die Forstwirtschaft spielt eine gewisse Rolle und die Flüsse sind fischreich (Aale, Karpfenfische).

## Verkehr
Die Hauptverkehrsverbindung ist die Provinzstraße 20, die in einem kurvenreichen Verlauf von Chishang kommend den Norden der Gemeinde in nordwestlicher Richtung durchquert.

## Sehenswürdigkeiten
Die Hauptsehenswürdigkeiten von Haiduan sind zum einen die relativ unberührte Berglandnatur mit ihrer reichen Tier-, Insekten- und Vogelwelt, unter anderem die heißen Quellen von Lisong (Wassertemperatur 45–65 °C), und der 210 bis 330 Meter große, auf 3310 Metern über dem Meeresspiegel gelegene Jiaming-See (嘉明湖). Außerdem ist in Haiduan die Kultur der Bunun zu sehen, beispielsweise im 2002 eröffneten Bunun-Kulturmuseum (族文物館於, seit 2016 offiziell 海端鄉布農族文化館, „Ländliches Bunun-Kulturzentrum Haiduan“). Auf verschiedenen Volksfesten kann die Bunun-Kultur folkloristisch erlebt werden und es können Artefakte (Handarbeiten, Schnitzereien, Webarbeiten) erworben werden.

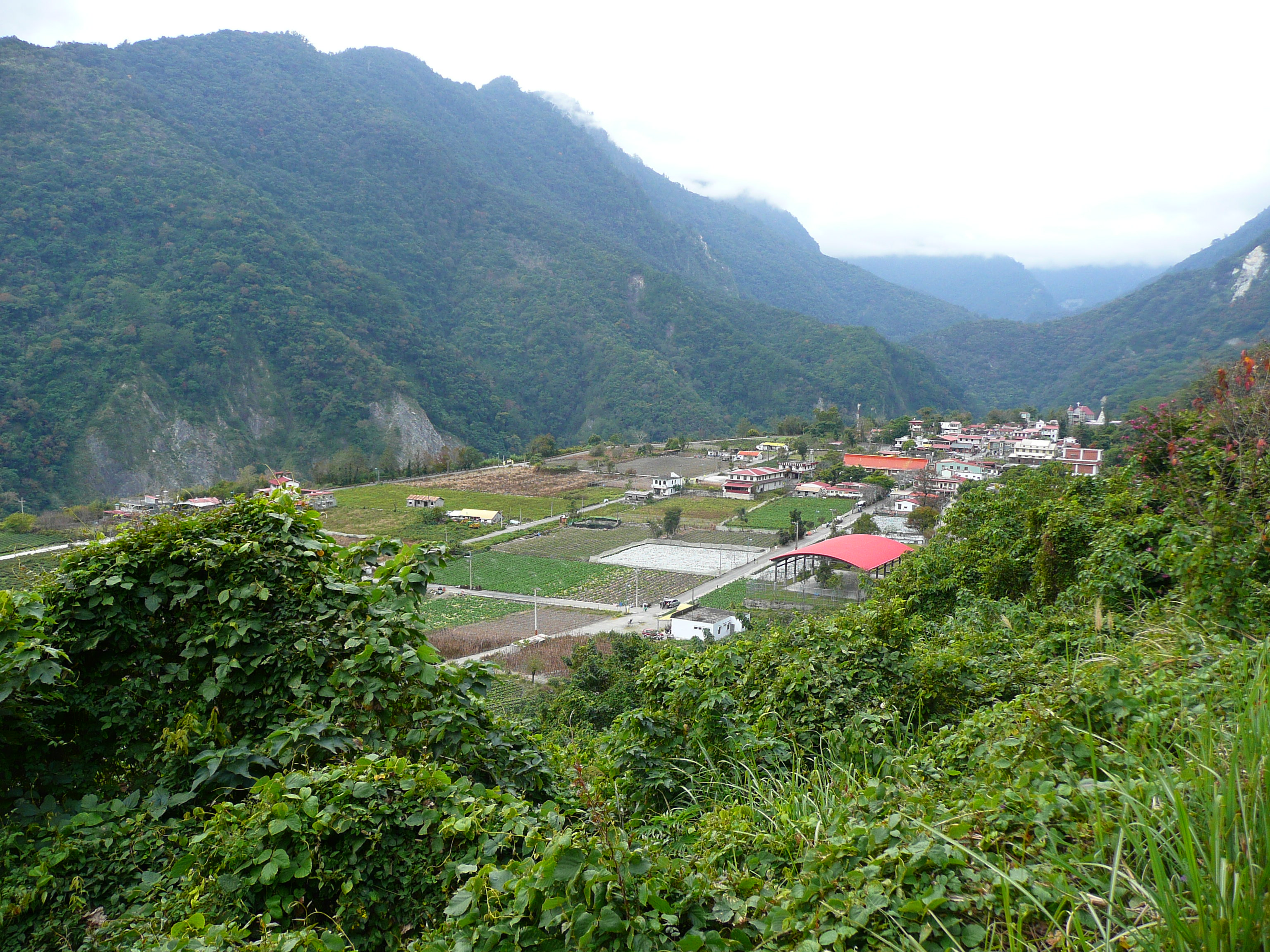
Blick auf das Dorf Litu/Lidao
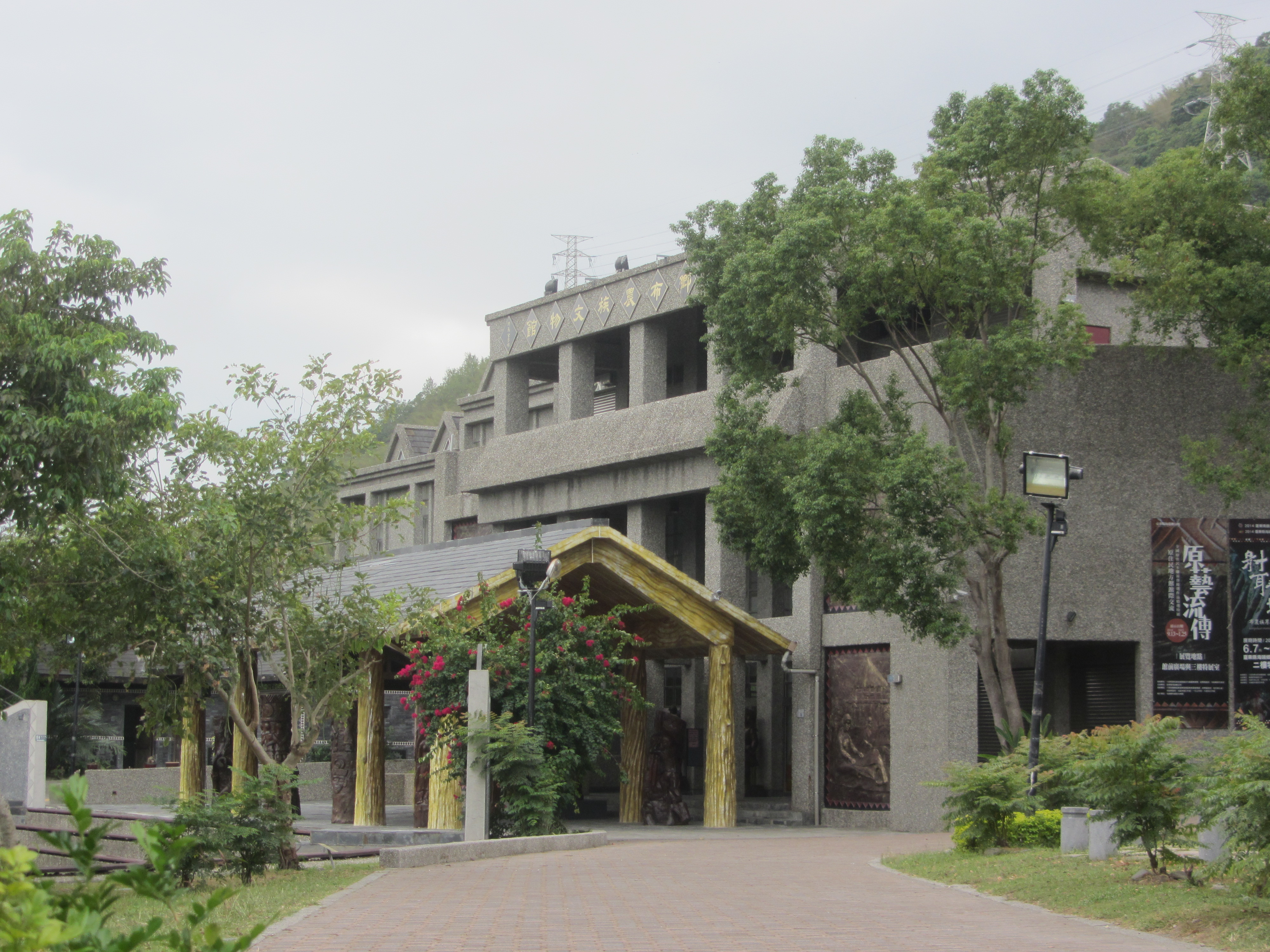
Bunun-Museum
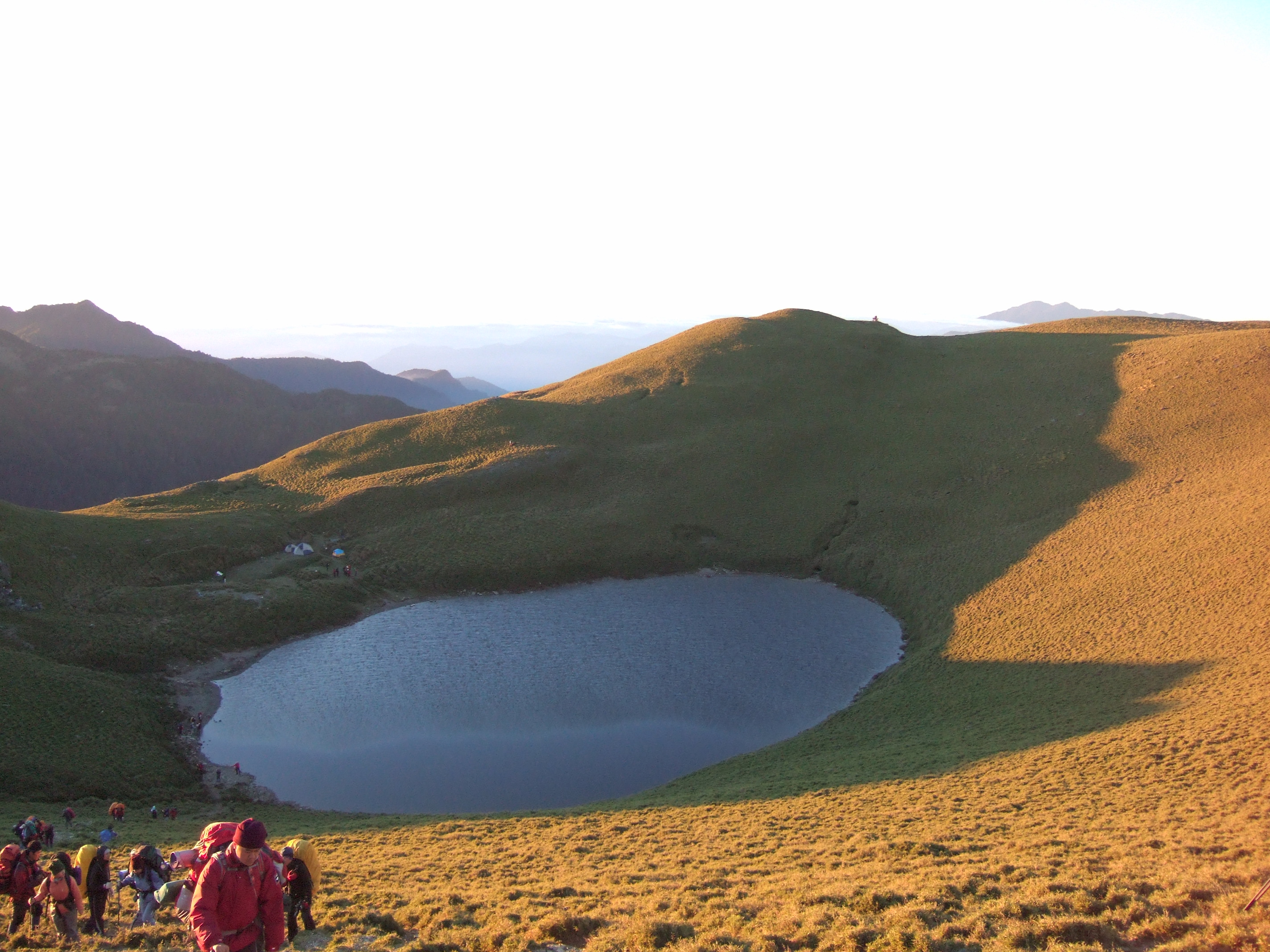
Jiaming-Hochgebirgssee
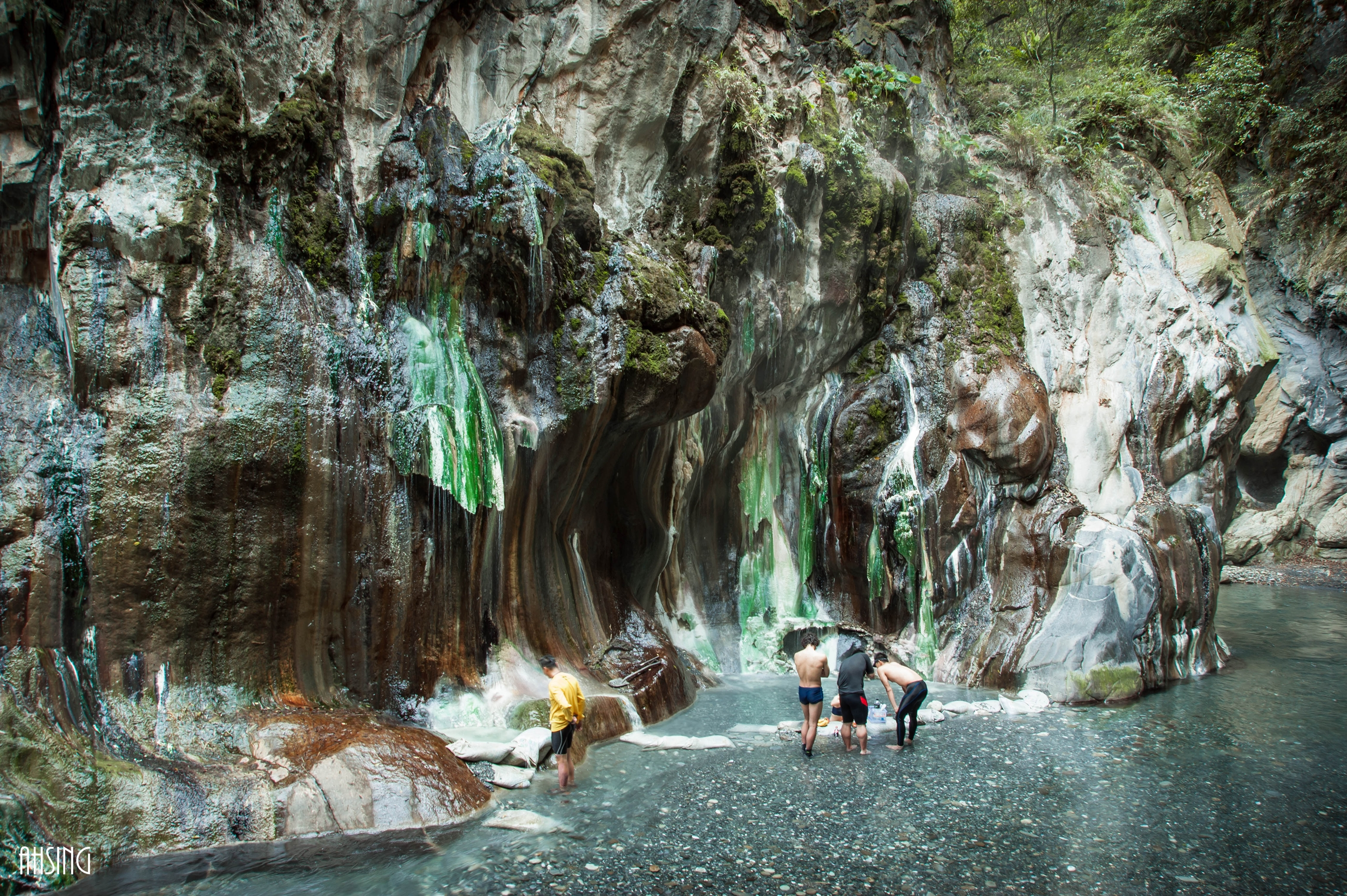
Heiße Quellen von Lisong